# Lineae di Plutone
Segue una lista delle lineae presenti sulla superficie di Plutone. La nomenclatura di Plutone è regolata dall'Unione Astronomica Internazionale; la lista contiene solo formazioni esogeologiche ufficialmente riconosciute da tale istituzione.
Le lineae di Plutone portano i nomi di sonde e missioni spaziali pionieristiche.

## Prospetto
| Linea             | Eponimo | Latitudine | Longitudine | Diametro |
| ----------------- | --- | ---------- | ----------- | -------- |
| Chandrayaan Linea | Programma Chandrayaan - Programma di esplorazione lunare dell'India avviato nel 2008.                                     | 19,21° N   | 338,08° E   | 377 km   |
| Hiten Linea       | Hiten - Prima missione lunare giapponese lanciata nel 1990.                                                               | 23,52° N   | 353,90° E   | 178 km   |
| Luna Linea        | Programma Luna - Serie di 24 missioni senza equipaggio inviate dall'Unione Sovietica verso la Luna tra il 1959 e il 1976. | 19,88° N   | 22,78° E    | 220 km   |
| Surveyor Linea    | Programma Surveyor - Serie di sette lander lunari lanciati dalla NASA verso la Luna tra il 1966 e il 1968.                | 22,61° N   | 329,52° E   | 217 km   |
| Yutu Linea        | Yutu - Rover lunare di produzione cinese attivo tra il 2013 e il 2015.                                                    | 32,77° N   | 1,79° E     | 324 km   |
| Zond Linea        | Programma Zond - Serie di 8 sonde inviate dall'Unione Sovietica tra il 1964 e il 1970.                                    | 23,91° N   | 336,82° E   | 192 km   |